# 车站街道 (信阳市)
车站街道，是中华人民共和国河南省信阳市浉河区下辖的一个乡镇级行政单位。

## 行政区划
车站街道下辖以下地区：
工区东社区、工区路社区、六里棚社区、新公房社区、十里社区、富丽华社区、车站社区、共和里社区、新马路社区、化工社区、新华社区、新华三社区和四里棚社区。